# 大西洋 (爱荷华州)
大西洋（Atlantic）是美国艾奥瓦州卡斯县的城市和县城。2010年美国人口普查中的人口为7,112人，比2000年人口普查中的7,257人少。